# چهارگوش (چگنی)
چهارگوش یک روستا در ایران است که در دهستان شوراب بخش ویسیان شهرستان چگنی استان لرستان واقع شده‌است. چهارگوش 147 نفر جمعیت دارد.